# 假通草
假通草（学名：Brassaiopsis ciliata）是五加科罗伞属的植物。分布于越南以及中国大陆的贵州、广西、云南、四川、西藏等地，生长于海拔330米至2,200米的地区，一般生长在稀疏林中、郁闭及山谷间向阳处，目前尚未由人工引种栽培。

## 别名
纤齿柏那参（植物分类学报增刊）、睫毛掌叶树（广西植物名录）

## 异名
- Brassaiopsis ciliata Dunn